# Карири (микрорегион)
Карири (порт. Microrregião do Cariri) — микрорегион в Бразилии, входит в штат Сеара. Составная часть мезорегиона Юг штата Сеара. Население составляет 	534 139	 человек (на 2010 год). Площадь — 	4 550,478	 км². Плотность населения — 	117,38	 чел./км².

## Демография
Согласно сведениям, собранным в ходе переписи 2010 г. Национальным институтом географии и статистики (IBGE), население микрорегиона составляет:						
| Полное население                             | Полное население                             | Полное население                             | Полное население                             | 534 139 |
| -------------------------------------------- | -------------------------------------------- | -------------------------------------------- | -------------------------------------------- | ------- |
| в том числе:                                 | Городское население                          | 428 186                                      | Процент городского населения, %              | 80,16   |
|                                              | Сельское население                           | 105 953                                      | Процент сельского населения, %               | 19,84   |
|                                              | Мужское население                            | 255 881                                      | Процент мужского населения, %                | 47,91   |
|                                              | Женское население                            | 278 258                                      | Процент женского населения, %                | 52,09   |
| Плотность населения, чел/км²                 | Плотность населения, чел/км²                 | Плотность населения, чел/км²                 | Плотность населения, чел/км²                 | 117,38  |
| Население микрорегиона в % к населению штата | Население микрорегиона в % к населению штата | Население микрорегиона в % к населению штата | Население микрорегиона в % к населению штата | 6,32    |

## Статистика
- Валовой внутренний продукт на 2003 составляет 1 235 250 670,00 реалов (данные: Бразильский институт географии и статистики).
- Валовой внутренний продукт на душу населения на 2003 составляет 2496,72 реалов (данные: Бразильский институт географии и статистики).
- Индекс развития человеческого потенциала на 2000 составляет 0,687 (данные: Программа развития ООН).

## Состав микрорегиона
В составе микрорегиона включены следующие муниципалитеты:
1. Барбалья
2. Крату
3. Жардин
4. Жуазейру-ду-Норти
5. Мисан-Велья
6. Нова-Олинда
7. Портейрас
8. Сантана-ду-Карири